# روح حرة (فلم 1931)
روح حرة (بالإنجليزية: A Free Soul) هو فيلم دراما تم إنتاجه في الولايات المتحدة وصدر في سنة 1931.

## بطولة
- نورما شيرر
- لايونيل باريمور
- كلارك غيبل

### ترشيحات وجوائز
| السنة | الحدث | الفئة            | النتيجة  |
| ----- | ----- | ---------------- | -------- |
|       |       | أوسكار أحسن ممثل | فـــــوز |

## وصلات خارجية
- مقالات تستعمل روابط فنية بلا صلة مع ويكي بيانات